# Laurens (Iowa)
Laurens ist eine Kleinstadt (mit dem Status „City“) im Pocahontas County im US-amerikanischen Bundesstaat Iowa. Im Jahr 2010 hatte Laurens 1258 Einwohner, deren Zahl sich bis 2015 auf 1180 verringerte. Das U.S. Census Bureau hat bei der Volkszählung 2020 eine Einwohnerzahl von 1.264 ermittelt.

## Geografie
Laurens liegt im mittleren Nordwesten Iowas am westlichen Ufer des Cedar Creek, der über den Raccoon River und den Des Moines River zum Stromgebiet des Mississippi gehört.
Die am Missouri gelegenen Schnittpunkte der Bundesstaaten Iowa, South Dakota und Minnesota sowie der Staaten Iowa, South Dakota und Nebraska liegen 210 km nordwestlich sowie 167 km westsüdwestlich von Laurens.
Die geografischen Koordinaten von Laurens sind 42° 50′ 48″ nördlicher Breite und 94° 51′ 07″ westlicher Länge. Die Stadt erstreckt sich über eine Fläche von 1,89 km² und ist die größte Ortschaft innerhalb der Swan Lake Township.
Nachbarorte von Laurens sind Ayrshire (23 km nördlich), Curlew (24,1 km nordnordöstlich), Mallard (24,2 km nordöstlich), Plover (22,2 km ostnordöstlich), Havelock (13,4 km östlich), Ware (13,6 km südöstlich), Pocahontas (25,9 km in der gleichen Richtung), Albert City (15,8 km südwestlich), Marathon (12,1 km westlich) und Webb (24,2 km nordwestlich).
Die nächstgelegenen größeren Städte sind die Twin Cities in Minnesota (Minneapolis und Saint Paul) (334 km nordnordöstlich), Rochester in Minnesota (306 km nordöstlich), Cedar Rapids (340 km ostsüdöstlich), Iowas Hauptstadt Des Moines (245 km südöstlich), Kansas City in Missouri (459 km südlich), Nebraskas größte Stadt Omaha (253 km südwestlich), Sioux City (156 km südsüdwestlich) und South Dakotas größte Stadt Sioux Falls (223 km nordwestlich).

## Verkehr
Der in West-Ost-Richtung verlaufende Iowa Highway 10 führt durch den südwestlichen Teil des Stadtgebiets von Laurens. Alle weiteren Straßen sind untergeordnete Landstraßen, teils unbefestigte Fahrwege sowie innerörtliche Verbindungsstraßen.
Durch Laurens führt eine eingleisige Eisenbahnstrecke, die für den regionalen Frachtverkehr genutzt wird.
Mit dem Pocahontas Municipal Airport befindet sich 26 km südöstlich kleiner Flugplatz für die Allgemeine Luftfahrt. Die nächsten Verkehrsflughäfen sind der Des Moines International Airport (240 km südöstlich), das Eppley Airfield in Omaha (243 km südwestlich), der Sioux Gateway Airport in Sioux City (168 km westsüdwestlich) und der Sioux Falls Regional Airport (244 km nordwestlich).

## Geschichte
Die Ortschaft wurde im Jahr 1881 angelegt. Benannt wurde sie nach den Hugenotten Henry und John Laurens benannt. Im Jahr 1890 wurde Laurens als unabhängige Kommune eingegliedert.

## Bevölkerung
Nach der Volkszählung im Jahr 2010 lebten in Laurens 1258 Menschen in 571 Haushalten. Die Bevölkerungsdichte betrug 665,6 Einwohner pro Quadratkilometer. In den 571 Haushalten lebten statistisch je 2,15 Personen.
Ethnisch betrachtet setzte sich die Bevölkerung zusammen aus 97,5 Prozent Weißen, 0,3 Prozent Afroamerikanern, 0,4 Prozent amerikanischen Ureinwohnern, 0,3 Prozent Asiaten, 0,2 Prozent Polynesiern und 0,6 aus anderen ethnischen Gruppen; 0,6 Prozent stammten von zwei oder mehr Ethnien ab. Unabhängig von der ethnischen Zugehörigkeit waren 1,4 Prozent der Bevölkerung spanischer oder lateinamerikanischer Abstammung.
22 Prozent der Bevölkerung waren unter 18 Jahre alt, 56,8 Prozent waren zwischen 18 und 64 und 21,2 Prozent waren 65 Jahre oder älter. 50,7 Prozent der Bevölkerung waren weiblich.
Das mittlere jährliche Einkommen eines Haushalts lag im Jahr 2015 bei 38.125 USD. Das Pro-Kopf-Einkommen betrug 27.437 USD. 11,5 Prozent der Einwohner lebten unterhalb der Armutsgrenze.

## Film
Laurens ist der Ausgangspunkt des Films Eine wahre Geschichte – The Straight Story von David Lynch, der auf der wahren Geschichte des damals in Laurens lebenden Rentners Alvin Straight basiert. Hier beginnt die Reise auf einem Aufsatzrasenmäher nach Mount Zion, Wisconsin.

## Persönlichkeiten
- Fred C. Gilchrist (1868–1950) – republikanischer Abgeordneter des US-Repräsentantenhauses (1931–1945)[10] – praktizierte als Anwalt in Laurens, ist hier gestorben und beigesetzt[11]
- Donald Norland (1924–2006), Diplomat, geboren in Laurens